# Strongylosoma sanguineum
Strongylosoma sanguineum är en mångfotingart som beskrevs av Filippo Silvestri 1895. Strongylosoma sanguineum ingår i släktet Strongylosoma och familjen orangeridubbelfotingar. Inga underarter finns listade i Catalogue of Life.